# Petr Uhl
Petr Uhl (8. října 1941 Praha – 1. prosince 2021) byl český levicově orientovaný novinář a politik, za normalizace disident a signatář Charty 77, od června 1990 do června 1992 poslanec Sněmovny národů Federálního shromáždění za Občanské fórum, později za Občanské hnutí, v letech 2002–2007 člen Strany zelených.

## Biografie

### Mládí a aktivity v disentu
Maturoval na jedenáctileté střední škole v roce 1958, roku 1963 promoval na ČVUT jako strojní inženýr. Poté pracoval jako technik, patentový úředník a od roku 1966 učil na strojní průmyslové škole. Na podzim 1968 inicioval založení levicového Hnutí revoluční mládeže (2. prosince 1968), v jehož čele stál až do svého uvěznění o rok později.
Za své aktivity po srpnu 1968 byl 15. prosince 1969 zatčen a následně odsouzen k čtyřletému trestu vězení. Šlo o první velký politický proces po začátku normalizace. Po propuštění v roce 1973 pracoval jako projektant a strojník. Roku 1974 se oženil s Annou Šabatovou. Byl spoluzakladatelem Charty 77, kterou podepsal již v prosinci 1976, a spoluzakladatelem Výboru na obranu nespravedlivě stíhaných. Po roce 1977 byl proto propuštěn ze zaměstnání a v roce 1979 odsouzen na pět let do vězení (spolu s ním byli odsouzeni i Václav Havel, Jiří Dienstbier a Václav Benda). Po propuštění od roku 1984 do roku 1989 pracoval jako strojník a topič. Dále se angažoval v disentu, vydával Informace o Chartě 77 a od roku 1988 byl aktivní ve Východoevropské informační agentuře. Profiloval se jako stoupenec demokratického a samosprávného socialismu. V roce 1982 v tomto smyslu publikoval spis Program společenské samosprávy.

### Sametová revoluce a dezinformace o mrtvém studentovi
Během sametové revoluce Petr Uhl jako redaktor Východoevropské informační agentury rozšířil formou telefonátu do rádia Svobodná Evropa informaci, že během zásahu proti demonstraci konané dne 17. listopadu na Národní třídě byl zabit student Martin Šmíd. Tuto nepravdivou zprávu se dozvěděl přes prostředníky od Drahomíry Dražské, která si ji nejspíše sama vymyslela. Ačkoliv na fámu ihned zareagovaly československé oficiální sdělovací prostředky a přinesly rozhovor s údajně mrtvým studentem Šmídem, vzbudila ve společnosti velké rozhořčení a přispěla k pádu komunistického režimu.
Důvěryhodnost zprávy o Šmídově smrti měl potvrdit fakt, že na místě demonstrace zůstal ležet na zemi Ludvík Zifčák, agent Státní bezpečnosti. Několik týdnů po zásahu na Národní třídě přišel Zifčák s tím, že na Národní simuloval mrtvolu a že celý zásah na Národní třídě byl součástí spiknutí, které mělo diskreditovat vedení KSČ a umožnit cestu k moci jiné skupině v rámci komunistické strany. Závěrečná zpráva vyšetřovací komise FS k událostem 17. listopadu v bodu III. 6 ovšem uvádí: „Zásadní skutečností, vyvracející Zifčákovo tvrzení, že jeho úlohou na Národní třídě bylo předstírat vážné zranění účastníka demonstrace, je jeho jednání v době po zásahu a následujících dnech.“ Komise za nejpravděpodobnější možnost označila to, že Zifčák byl mezi demonstranty přítomen jako příslušník StB, byl při zákroku zraněn a „v důsledku psychického i fyzického vypětí omdlel“.
Petr Uhl se za rozšíření fámy omluvil na veřejném shromáždění občanů na Letenské pláni. Úloha Dražské, Uhla, Zifčáka a dalších osob na rozšíření dezinformace vedla k vytváření spikleneckých teorií o tom, že listopadový převrat byl předem naplánován a organizován. Ani jedna z poslaneckých vyšetřovacích komisí okolnosti vzniku fámy neobjasnila.

### Politické a veřejné aktivity po roce 1990

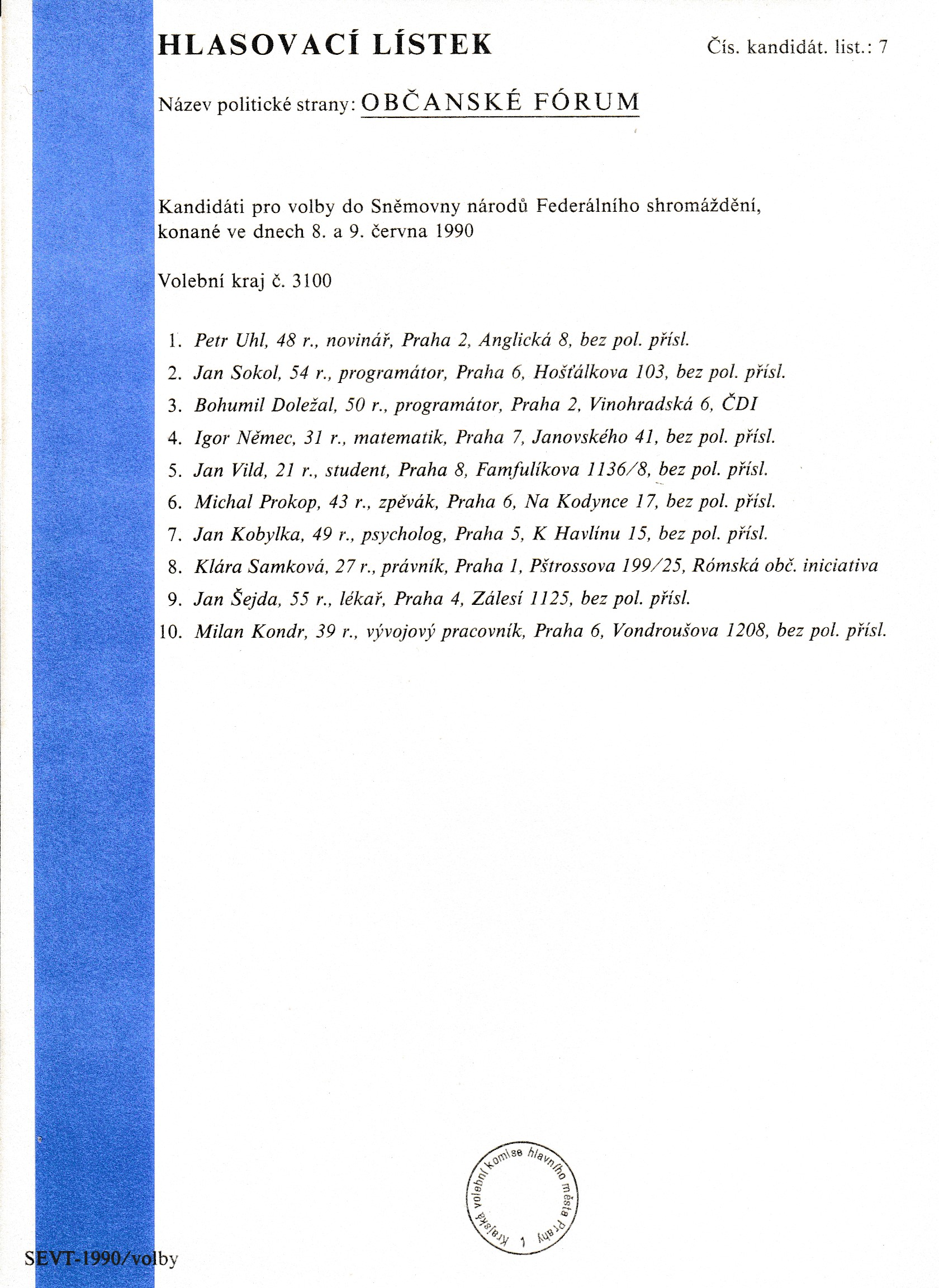
Volební lístek Občanského fóra v Praze s lídrem kandidátky Petrem Uhlem

Po sametové revoluci pracoval v Koordinačním centru Občanského fóra. Po volbách v červnu 1990 zasedl do české části Sněmovny národů Federálního shromáždění (volební obvod Praha) za Občanské fórum. Působil i v radikálně levicové skupině Levá alternativa, na jejímž vzniku se podílel a od 9/89 byl předsedou. Po rozpadu OF v roce 1991 přešel do poslaneckého klubu Občanského hnutí. Ve Federálním shromáždění setrval do voleb roku 1992. V parlamentu vystupoval proti lustračnímu zákonu. Členem Občanského hnutí byl do září 1992.
V letech 1990–2000 byl expertem ženevské pracovní skupiny pro svévolná zadržování při komisi (dnes radě) OSN pro lidská práva. Od února 1990 do září 1992 vykonával funkci generálního ředitele ČTK/ČSTK, do roku 1994 tam pracoval jako redaktor. Poté pracoval do roku 1996 jako redaktor dvouměsíčníku Listy Jiřího Pelikána a později, v letech 1996 až 1998, byl redaktorem deníku Právo.

##### Vládní zmocněnec pro lidská práva
Roku 1997 začal spolupracovat s ČSSD (jako nečlen), v letech 1998–2001 byl zmocněncem vlády pro lidská práva a zároveň předsedou Rady pro národnosti, Rady pro lidská práva a Mezirezortní komise pro záležitosti romské komunity, a také náměstkem místopředsedy vlády pro lidská práva. Protestoval proti stavbě zdi v Matiční ulici v Ústí nad Labem. Roku 2001 z důvodu očekávaného střetu zájmu rezignoval na všechny své funkce poté, co byla Anna Šabatová zvolena zástupkyní Veřejného ochránce práv.

#### Novinář

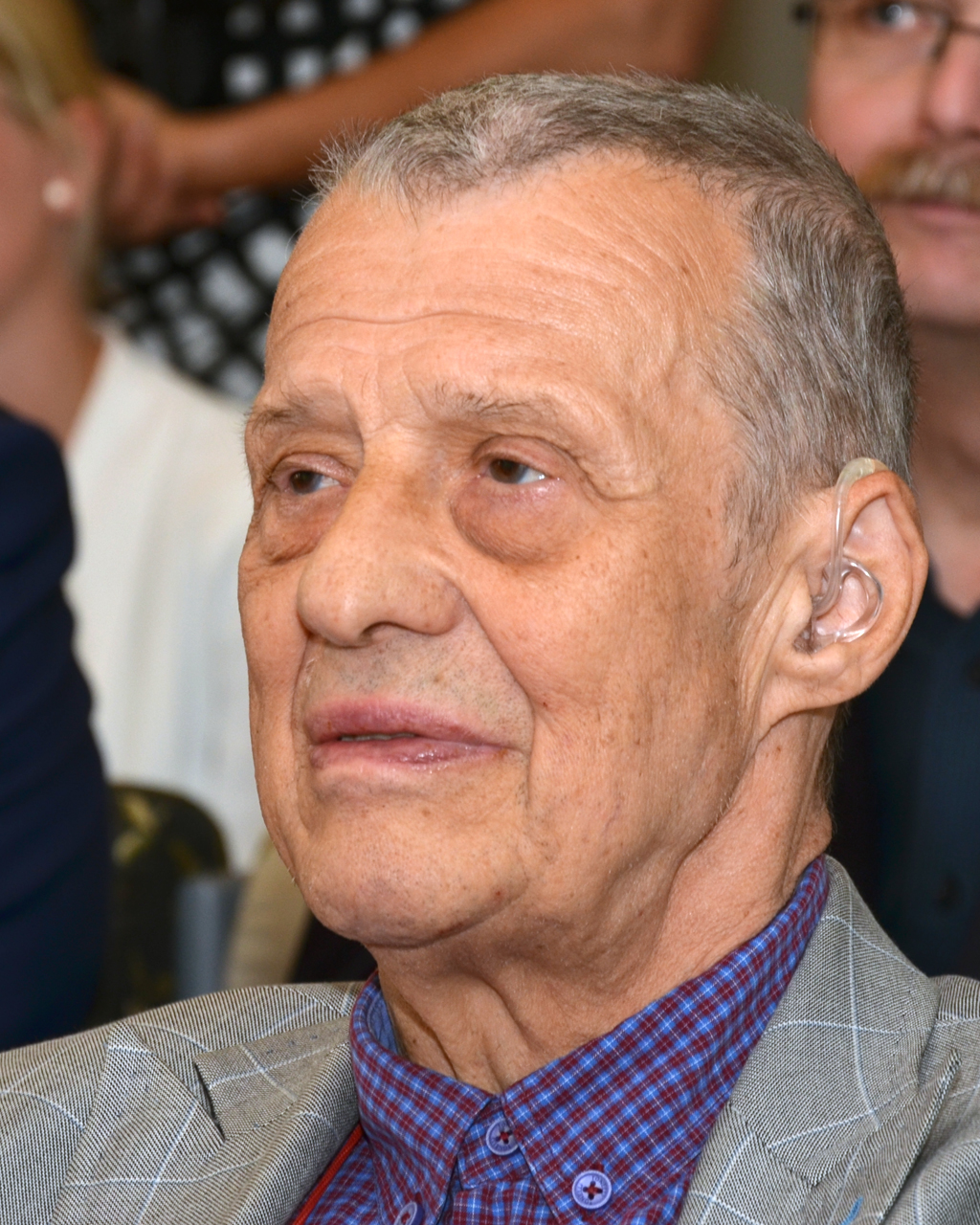
Petr Uhl v roce 2018

Od března 2001 do dubna 2006 byl znovu redaktorem deníku Právo. Roku 2003 byl zvolen členem Rady České televize.
V roce 2002 podepsal výzvu Dejme šanci zeleným, která umožnila Straně zelených překonat vnitřní spory a otevřít ji i osobnostem mimo stranické struktury. Od téhož roku byl členem Strany zelených. V letech 2003–2004 se podílel na formulování programových tezí strany, ale jeho návrhy nebyly přijaty, protože zvítězila koncepce, kterou prosazoval předseda Jan Beránek a Jakub Patočka. Uhl pak společně s Ivanem Dejmalem vedl Otevřenou platformu, která byla kritická k vedení (Beránek, Patočka) a ve volbách do Evropského parlamentu v roce 2004 vyjádřila raději podporu lídrovi Strany pro otevřenou společnost. Za Stranu zelených roku 2006 kandidoval na šestém místě pražské kandidátky. V lednu 2007 ze Strany zelených vystoupil s odůvodněním že „dnešní koaliční nevětšinová vláda je produktem politické korupce, stojí na podvodu“, s čímž odmítl souhlasit, a uvedl i další politicko-ideologické důvody, jako například postoj Strany zelených k americkým základnám. Uhlův syn Michal ve straně zůstal a zastával v ní funkci vedoucího genderové odborné sekce.
V dubnu 2007 podal trestní oznámení na pracovníky TV Prima pro podezření ze spáchání trestného činu podněcování k nenávisti vůči skupině osob, když nechali diváky dvakrát hlasovat pomocí krátkých textových zpráv o otázkách souvisejících s výroky Jiřího Čunka. Pracovníci televize Prima podle Uhla „věděli nebo měli a mohli vědět, že výsledek bude pro Jiřího Čunka příznivý a bude ‚potvrzovat‘ zákonnost a správnost jeho výroku“.
Podepsal petici proti konání Dnů Jeruzaléma v Plzni, jejíž signatáři upozornili na politický podtext akce, která má legitimizovat izraelskou anexi Východního Jeruzaléma, která je podle Rezoluce RB OSN č. 478 porušením mezinárodního práva.

### Smrt a pohřeb

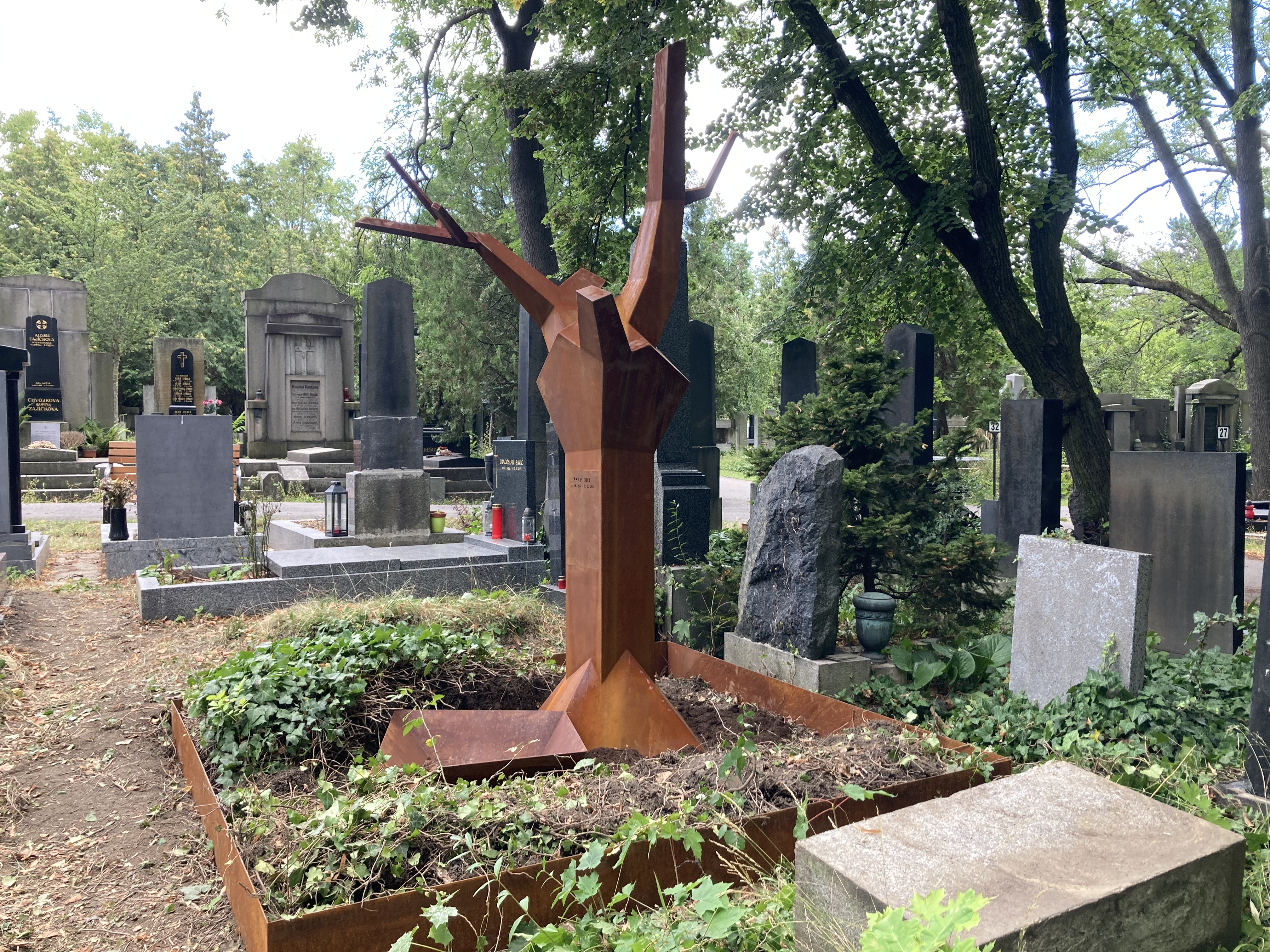
Náhrobek Petra Uhla na Vinohradských hřbitovech od sochaře Pavla Karouse, 2023

Zemřel 1. prosince 2021. Jeho pohřeb se uskutečnil symbolicky na den lidských práv 10. prosince téhož roku. Rozloučení proběhlo ve strašnickém krematoriu. Pohřbu se zúčastnily i známé osobnosti, například režisérka Olga Sommerová, ombudsman Stanislav Křeček, překladatelka Monika Horáková, Na pohřbu promluvil evangelický farář Tomáš Bísek a novinář a aktivista Ondřej Slačálek. Z politiků a političek se zúčastnila bývalá ministryně sociálních věcí Michaela Marksová, bývalý ministr zahraničí Karel Schwarzenberg, dosluhující ministr zahraničí Lubomír Zaorálek, bývalý premiér Vladimír Špidla nebo bývalý ministr pro lidská práva Jiří Dienstbier. Z aktivních politiků přišel na pohřeb europoslanec Alexandr Vondra či předseda Pirátů Ivan Bartoš.
Petr Uhl je pohřben na Vinohradském hřbitově. Ve čtvrtek 3. srpna 2022 byl na hrob instalován náhrobek od sochaře Pavla Karouse. Karous byl jako sochař vybrán přímo rodinou Uhla. Karous se k hrobu vyjádřil:
| „              | Pomník je vlastě nosná konstrukce pro popínavý břečťan. Inspirací pro mě byl mrtvý strom, který vytváří oporu pro další život. Podobně jako se nastupující generace může ve svém aktuálním emancipačním boji opřít o odkaz Petra Uhla, jeho celoživotní boj za lidská práva, boj vždy na straně slabších, boj, ve kterém neváhal v každém režimu vsadit sám sebe. | “ |
| — Pavel Karous | |   |

## Politická orientace
Petr Uhl sám sebe charakterizoval: „Mám velkou citlivost k sociálním problémům, k diskriminaci a k nerovnoprávnosti. Politicky se označuji za socialistu, který má blízko k sociální demokracii. Dále jsem levicový liberál a hodně mě ovlivnilo zelené myšlení.“ Uhl odmítal sovětský imperialismus, stalinismus a prohlásil o sobě: „Moje politické názory jsou natolik marxistické, socialistické, levicové, že se příliš rozcházejí s praxí i teorií komunistické strany.“ Sám byl proto komunistickým režimem pro své levicově demokratické názory v letech 1969–1973 vězněn. Kromě sovětského současně odmítal i americký imperialismus a intervencionismus, v 60. letech se pak v Paříži zúčastnil protestů proti válce ve Vietnamu.
Podle vlastních slov se před rokem 1989 nehlásil přímo k trockismu, ale k revolučnímu marxismu, i když mnozí lidé z Hnutí revoluční mládeže se k trockismu hlásili. Členem Čtvrté internacionály byl až od roku 1984, vystoupil v roce 1992, když ho jeho pařížští soudruzi přesvědčovali o tom, že už není marxistou. Tím zůstal do konce života, ale už se nepovažoval za revolučního marxistu. Uhl ztratil postupně, již od roku 1969 do roku 1989, víru ve světovou revoluci a v úspěch jejích tří front – antikapitalistické revoluce, národně-osvobozovacího boje a revoluce proti byrokratické diktatuře stalinského typu. Od listopadu 2002 byl členem Strany zelených, ze které v lednu 2007 vystoupil na protest proti účasti SZ v Topolánkově vládě.

## Státní a jiná vyznamenání
- Medaile Za zásluhy  1. stupeň (1998)
- Polsko 2000
- Německo 2001
- Národní řád za zásluhy  (Francie)
- v listopadu 2002 Cena za svobodu tisku za celoživotní dílo od rakouské sekce Reportérů bez hranic
- v dubnu 2006 jmenován francouzským prezidentem Řád čestné legie  V. třída (rytíř)
- v květnu 2008 „Evropská cena Karla IV.“ Sudetoněmeckého krajanského sdružení (cena Karla IV.)

## Dílo
- Program společenské samosprávy, společné vydání Index (Kolín nad Rýnem) ve spolupráci s informačními materiály (Západní Berlín), Kolín nad Rýnem, 1982
- S Jiřím Gruntorádem O čs. vězeňství, sborník Charty 77, Praha: Orbis, 1990
- Právo a nespravedlnost očima Petra Uhla, Praha: C. H. Beck, 1998
- Dělal jsem co jsem považoval za správné, rozhovor se Zdenko Pavelkou, Praha: Torst, 2013
- UHL, Petr. Za svobodu je třeba neustále bojovat : Vybrané texty 1968–1989. Příprava vydání Matěj Metelec. Praha: Neklid, 2021. 566 s. ISBN 978-80-908247-1-3.